# Dénes Vera
Dénes Vera (született Grossmann) (Budapest, 1915. március 12. – Budapest, 1970. március 16.) gordonkaművész és -tanár; Sándor Frigyes karmester, hegedűművész felesége.

## Élete

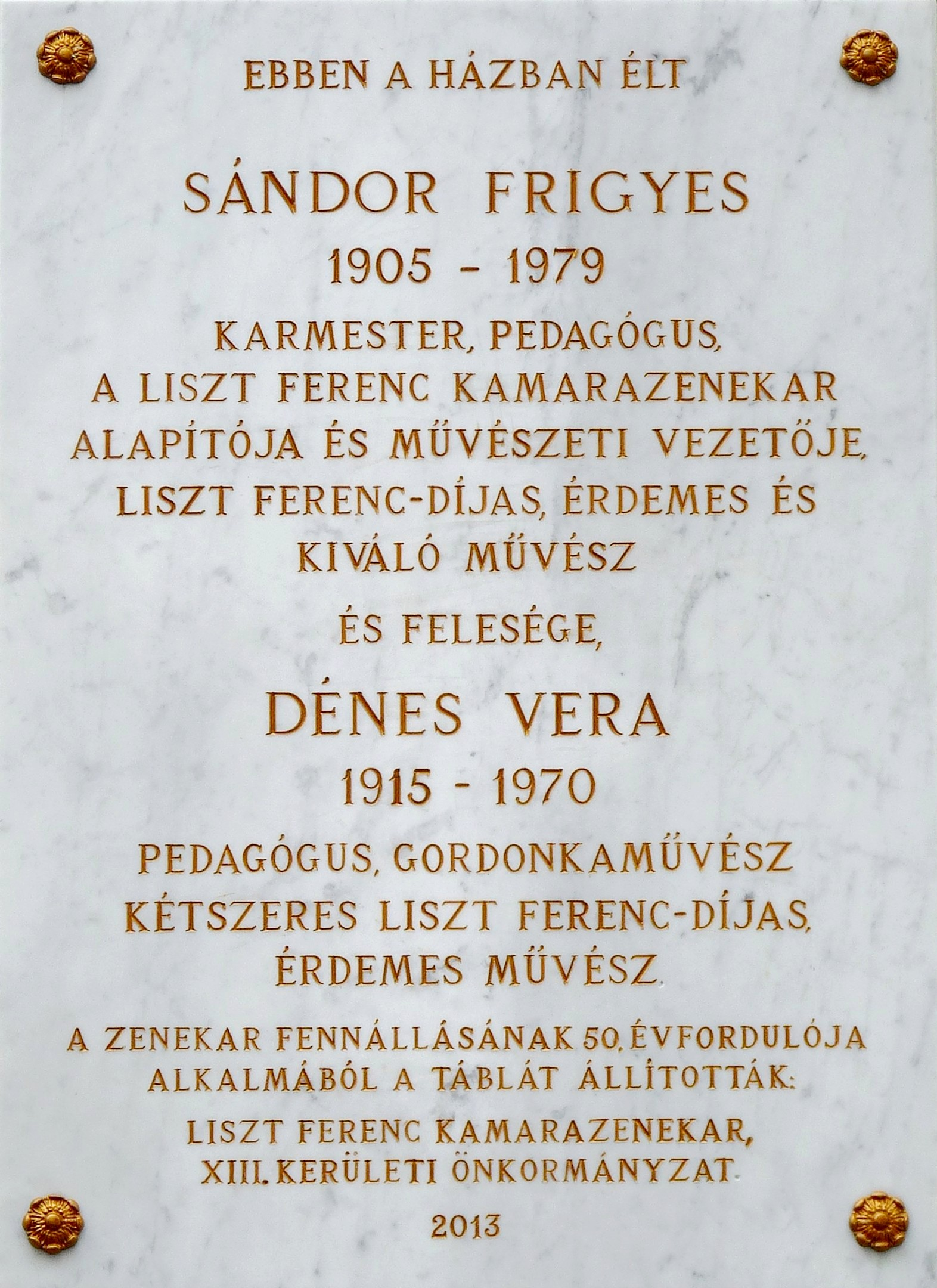
Férjével közös emléktáblája egykori lakhelyükön, a XIII. kerület Kresz Géza utca 17. számú ház falán. (A tábla tévesen kétszeres Liszt Ferenc-díjasként jelöli)

Zenekedvelő zsidó családban született. Édesapja kereskedő volt. Hangszerválasztását egy gyermekkori operai élmény, Rossini Tell Vilmos-nyitányának gordonkaszólója segítette. Magánúton kezdett zenét tanulni, majd 1925-ben került be a Zeneakadémiára. Schiffer Adolf (gordonka), Weiner Leó (kamarazene), Waldbauer Imre és Kerpely Jenő (vonósnégyes) tanítványa volt. 1935-ben művészi, 1937-ben tanári képesítést szerzett. A végzés évében a bécsi nemzetközi gordonkaversenyen döntős volt.
Már növendékként koncertezett és tanított is. 1936-tól a Budapesti Női Kamarazenekar szólamvezetője lett. A következő években szalonzenekarokban is játszott és turnézott velük. 1939-ben az OMIKE zenekarának szólistája lett. Itt ismerte meg férjét, akivel 1940-ben kötött házasságot. A koncertezés mellett tanított is az izraelita zeneiskolában, magánnövendékeket is vállalt.
1944-ben a nyilasuralom alatt internálták, de megszökött és a felszabadulásig Sándor Frigyessel hamis papírokkal bujkáltak.
1945-ben rögtön bekapcsolódott a zenei életbe. Előbb a Művész Zenekar nevű alkalmi formációban, majd az újjáalakult Székesfővárosi Zenekarban játszott. Ebben az együttesben maradt a névváltoztatás (Magyar Állami Hangversenyzenekar) után is, 1952-ben kapta meg a szólógordonkás címet, amit haláláig megtartott. Az 1957-ben induló Magyar Kamarazenekarnak is szólamvezetője lett.
A kamarazenélést egy percre sem hanyagolta. 1946-ban alapító tagja volt a Tátrai-vonósnégyesnek. 1951-ben vette át a helyét Banda Ede.
Csellótanárként 1949-ben kapott új lehetőséget. Az újjáalakított budapesti zeneoktatási rendszerben hangszerének szakfelügyelője lett. Tíz év múlva már a Zeneakadémia oktatója, 1964-től főiskolai tanára. Itt legismertebb tanítványai Kedves Tamás, Kiss Domonkos Judit, Szödényi Nagy Enikő.
Mint szólista repertoárja kiterjedt az egész gordonkairodalomra. Ő mutatta be Mihály András gordonkaversenyét, Sárai Tibor Tavaszi concertóját, kamaradarabokat. 1953-ban a cenzúra miatt adásba nem került rádiófelvételt készített Ligeti György gordonka-szólószonátájából (1948–53), ami részben Dénes Vera megrendelésére készült.
Annak ellenére, hogy nem volt ideális csellista alkata, szorgalmával, tökélyre törekvésével nagy elismerést vívott ki magának a rendkívül erős magyar mezőnyben. A kritikák kiemelték kifejező játékát, rendkívül szép hangszínét. Neveltetésénél fogva művészként, tanárként a német iskolához tartozott.
Lánya, Sándor Anna (1950–2022) a Liszt Ferenc Kamarazenekar gordonkása.

## Díjai, elismerései
- Bécsi nemzetközi gordonkaverseny oklevele (1937)
- Bolgár Női Érdemrend III. fokozat (1948)
- Kiváló munkáért (1950)
- Liszt Ferenc-díj (1952, 1954, 1959)
- Szocialista munkáért (1955)
- Érdemes művész (1961)